# Parc éolien des Portes du Cambrésis
Le parc éolien des Portes du Cambrésis est un parc éolien terrestre inauguré le 15 juin 2018 et constitué de six éoliennes situées sur les finages de Flesquières et Cantaing-sur-Escaut, dans le Nord, en France. Il est exploité par Web Énergie et les éoliennes ont été fabriquées par Vestas. Les éoliennes tirent parti de leur implantation sur le seuil du Cambrésis.

## Description
Le parc éolien est composé de six éoliennes, deux sur Cantaing-sur-Escaut, et quatre sur Flesquières, leur mât est haut de cent-dix-sept mètres et les pâles sont longues de soixante-trois mètres. Les travaux commencent fin mai 2017, la première fondation d'éolienne est coulée fin septembre 2017 pour une inauguration qui a lieu le 15 juin 2018. Chaque éolienne a une puissance de 3,6 mégawatt.
Un an plus tard est mis en service de part et d'autre du parc des Portes du Cambrésis le parc éolien du Seuil du Cambrésis.